# Sherlock Holmes (phim truyền hình, 2013)
Sherlock Holmes (tiếng Nga: Шерлок Холмс) là loạt phim truyền hình trinh thám của đạo diễn Andrey Kavun, xuất bản tháng 11 năm 2013.

## Phân vai
- Igor Petrenko vai Sherlock Holmes/Mycroft Holmes
- Andrey Panin vai Dr. Watson
- Lyanka Gryu vai Irene Adler
- Mikhail Boyarsky vai Inspector Lestrade
- Ingeborga Dapkūnaitė vai Mrs Hudson
- Aleksandr Golubev vai Reginald Musgrave
- Yelizaveta Boyarskaya vai Louise Bernett
- Leonid Yarmolnik vai Branton
- Andrei Merzlikin vai Helifax/Traut/Backley
- Igor Sklyar vai Thaddeus Sholto
- Aleksandr Adabashyan vai The Editor
- Darya Jurgens vai Jessica Kerry
- Anatoly Rudakov vai Inspector Tracy
- Danila Shevchenko vai Arthur Cadogan West
- Rina Grishina vai Violet Westberry
- Aleksey Gorbunov vai Professor Moriarty
- Svetlana Kryuchkova vai Queen Victoria
- Oleg Fyodorov vai Kaiser Wilhelm II
- Mikhail Evlanov vai Peter Small
- Sergey Migitsko vai Philip McIntyre